# Habloville
Habloville település Franciaországban, Orne megyében. Lakosainak száma 335 fő (2022. január 1.). Habloville Neuvy-au-Houlme, Champcerie, Giel-Courteilles, Ri, Rônai és Monts-sur-Orne községekkel határos.

## Népesség
A település népességének változása:
| Lakosok száma | 317  | 321  | 328  | 323  | 326  | 328  | 331  | 332  | 335  |
|               | 2013 | 2015 | 2016 | 2017 | 2018 | 2019 | 2020 | 2021 | 2022 |